# Olympus PEN-F (цифровой фотоаппарат)
Olympus PEN-F — беззеркальный фотоаппарат с КМОП-матрицей стандарта Микро 4:3 разрешением 20 мегапикселей и 5-осевой стабилизацией. Выделен в отдельную ветвь семейства PEN и представлен в качестве премиум-продукта. Название «Olympus PEN-F» дано фотоаппарату в честь получившей большую известность одноимённой линейки зеркальных полуформатных фотоаппаратов, выпускавшихся в 1960-х годах. Вместе с названием цифровой фотоаппарат унаследовал и дизайн аналогового прототипа. Младшая модель «Olympus PEN E-P5» этой же серии официально выпущена к 50-летнему юбилею запуска полуформатной линейки.

## Технические характеристики
По аналогии с плёночным тёзкой «Olympus PEN-F» оснащён дисковыми переключателями режимов и экспокоррекции на верхнем щитке, а также колесом выбора творческих режимов, расположенным спереди — там же, где у полуформатной камеры размещался диск переключения выдержек. Встроенный модуль Wi-Fi позволяет управлять фотоаппаратом со смартфона или планшетного компьютера при одновременном выводе изображения электронного видоискателя на экран устройства.
Фотоаппарат снабжён двумя жидкокристаллическими визирами: один из них окулярного типа с разрешением 2,36 миллиона точек, а другой — трёхдюймовый поворотный сенсорный дисплей. В видеорежиме камера способна снимать ролики разрешением Full HD, а встроенный таймер позволяет автоматически вести покадровую съёмку с дальнейшей склейкой видео таймлапс в стандарте 4K UHD. Одной из главных особенностей фотоаппарата является наличие режима «Hi-Res», позволяющего повышать разрешающую способность снимков сдвигом матрицы по технологии Pixel Shift. При съёмке в этом режиме может быть достигнуто разрешение в 50 мегапикселей, но только для неподвижных сюжетов и со штатива.